# 哈靈根車站
哈靈根車站（荷蘭語：Station Harlingen，西菲士蘭語: Stasjon Harns）是荷蘭菲仕蘭省港口城鎮哈靈根的一座鐵路車站，由愛瑞發營運，啟用於1863年10月14日。